# Mikalauskas
Mikalauskas ist ein litauischer männlicher Familienname, abgeleitet vom litauischen Vornamen Mikas.

## Weibliche Formen
- Mikalauskaitė (ledig)
- Mikalauskienė (verheiratet)

## Namensträger
- Dainius Mikalauskas (* 1980),   Badmintonspieler
- Vidas Mikalauskas (* 1955),  Politiker,  Bürgermeister von Varėna und Seimas-Mitglied
- Vytautas Mikalauskas (Musiker) (1930–2004),  Komponist und Pianist
- Vytautas Mikalauskas (Regisseur) (* 1955),  Regisseur und Politiker